# Jalpaiguri
Jalpaiguri là một thành phố và khu đô thị của quận Jalpaiguri thuộc bang Tây Bengal, Ấn Độ.

## Địa lý
Jalpaiguri có vị trí 26°31′B 88°44′Đ / 26,52°B 88,73°Đ Nó có độ cao trung bình là 75 mét (246 feet).

## Nhân khẩu
Theo điều tra dân số năm 2001 của Ấn Độ, Jalpaiguri có dân số 100.212 người. Phái nam chiếm 50% tổng số dân và phái nữ chiếm 50%. Jalpaiguri có tỷ lệ 80% biết đọc biết viết, cao hơn tỷ lệ trung bình toàn quốc là 59,5%: tỷ lệ cho phái nam là 83%, và tỷ lệ cho phái nữ là 75%. Tại Jalpaiguri, 9% dân số nhỏ hơn 6 tuổi.